# Agência Espacial Italiana
Agência Espacial Italiana (Agenzia Spaziale Italiana) - ASI - é uma organização governamental criada em 1988 com a finalidade de promover, coordenar e dirigir as atividades espaciais da Itália. 
A ASI está subordinada ao Ministero della Università e della Ricerca Scientifica e Tecnologica e participa de missões próprias ou em missões conjuntas com a NASA e a ESA.
Sua sede está localizada em Roma e ela possui mais dois centros operacionais, em Matera e Trapani, ambos na Itália, além de um centro de lançamento, a Plataforma de San Marco, no litoral do Quênia.
Seu orçamento anual é de cerca de US$980 milhões.